# Henri de France (1911-1986)
Pour les articles homonymes, voir Henri de France.
Henri de France, né le 7 septembre 1911 à Paris et mort le 28 avril 1986 dans la même ville,, est un ingénieur français, notamment inventeur de la norme de télévision à 819 lignes, du standard de télévision couleur SÉCAM, après avoir participé aux recherches qui ont mené à l'invention de la télévision électronique et du radar, entre 1930 et 1947. Il fait partie des pionniers de l'Histoire des techniques de télévision.

## Biographie
Né à Paris en 1911 dans une famille originaire de Lorraine, Henri Georges de France fait ses études secondaires au Havre et, dès l'âge de 18 ans, il s'intéresse à la télévision.

### Télévision à haute définition
Henri de France est considéré comme une personnalité majeure de l'histoire des techniques de la télévision.
Les recherches sur la mise au point de la télévision commencent en France dans les années 1920, sur des concepts théoriques déjà évoqués à la fin du XIXe siècle. Aux côtés d'Henri de France, d'autres pionniers apportent leur contribution, notamment, le Russe Vladimir Zworykin qui met au point le premier tube électronique analyseur d'images en 1923, l'Écossais John Baird ainsi que les Français René Barthélémy, le professeur Fernand Holweck, Marc Chauvierre et André Serf.
En 1929, grâce à l'aide financière de plusieurs amis de la Compagnie générale transatlantique, il fonde son premier laboratoire et commence à procéder à quelques démonstrations de télévision à définition 38 lignes. 
En 1931, avec l'aide de Marcel Caplet, il réalise deux liaisons de télévision sans fil ; la première entre Fécamp et Le Havre puis la seconde, entre Toulouse et Le Havre. Il constitue dans cette même ville du Havre, la Compagnie générale de télévision et met au point plusieurs appareils à 60 lignes.
En février 1932, il installe son laboratoire sur les bords de Seine à Saint-Cloud. Il effectue alors des retransmissions d'images de personnages en buste, avec le poste de Radio Normandie à Fécamp, sur une distance de 7 km. Les signaux vidéo sont reçus par quelques correspondants situés à plus de 100 km.
En octobre 1932, il perfectionne son équipement et obtient la définition de 120 lignes.
En 1936, en compagnie de Roger R. Cahen, il poursuit les retransmissions professionnelles dont les caractéristiques sont à 120 lignes, 25 images par seconde et la fréquence sur 10 mètres de longueur d'onde soit environ 30 MHz, dans la bande no 1 de la gamme VHF. L'analyseur électronique de télécinéma exploite jusqu'à 405 lignes, procurant une image noir et blanc de dimension 21 × 24 cm.
En 1939, il devient ingénieur en chef de la société Radio-Industrie, où ses activités se partagent entre la télévision dont la définition atteint dès lors 441 lignes et la réalisation d'émetteurs et de récepteurs à ondes très courtes, destinés aux avions de chasse.
En août 1942, à Lyon, il met au point un format de télédiffusion à 767 lignes lequel débouche ultérieurement sur la norme 819 lignes, format de télédiffusion à haute définition exploité notamment en France entre 1949 et 1983. Les deux normes précédentes entre 1938 et 1949 sont le 455 lignes puis le 441 lignes. 
En 1943, H. de France réalise une démonstration de vidéoprojection noir et blanc à définition 753 lignes, sur un écran de 3 mètres de diagonale.
En 1948, le format 819 lignes qu'il a développé est choisi par le gouvernement français pour devenir la norme officielle nationale de télédiffusion ; au détriment du format haute définition concurrent de René Barthélemy à 1025 lignes et de la norme européenne à 625 lignes. Cette nouvelle norme E à haute définition 819 lignes est abandonnée en 1985, en raison de ses caractéristiques techniques : la modulation à la norme E nécessite une considérable largeur de bande en fréquence et pour être adapté à la couleur, ce format impose des coûts industriels et d'exploitation très supérieurs à ceux de la norme 625 lignes déjà adoptée en Europe à la même époque.

### Télévision en couleur

NTSC, PAL et SÉCAM

Après la norme à haute définition en noir et blanc, Henri de France s'implique dans la recherche de solutions technologiques visant à lancer la télévision en couleur.
Deux objectifs doivent être respectés : 
- la compatibilité avec la norme noir et blanc existante à 525 lignes, tant pour les équipements de diffusion que le parc existant des téléviseurs uniquement noir et blanc
- les quatre données constituant le signal de télévision comprenant d'une part le signal noir et blanc de luminance (Y) ainsi que la triple information (RVB) de l'image vidéo sont censés tenir dans l'espace du spectre déjà disponible pour un canal de télédiffusion en noir et blanc.

Après la seconde guerre mondiale, Goldmark, pour le compte de CBS aux États-Unis, met au point un système de télévision en couleurs de haute qualité mais accusant deux défauts principaux : il exploite une solution électromagnétique pour délivrer les informations de couleur rouge, vert et bleu ; ce système occupe environ deux fois plus de place dans la bande de fréquence allouée que la modulation noir et blanc. 
À partir de 1948, les Américains du National Television System Commitee développent le standard couleur NTSC, regroupant les principaux laboratoires des grandes firmes américaines spécialisées en télévision : RCA, CBS, Hazeltine Corporation, General Electric, etc.). L'objectif consiste à aboutir à un système devant rester compatible avec la télédiffusion et les téléviseurs noir et blanc. 
Bien qu'efficace, le NTSC accuse toutefois un certain inconvénient ; les couleurs ne sont pas très stables lors de certaines conditions de télédiffusion. Chaque téléviseur NTSC doit être équipé d'un réglage de phase couleur dit Hue que l'utilisateur doit ajuster pour obtenir des teintes satisfaisantes. Ce problème est moqué par ses détracteurs et l'acronyme NTSC est souvent traduit par la phrase Never Twice the Same Color, en français « Jamais deux fois la même couleur ». 
Henri de France s'attache dès lors à corriger ce principal défaut technique en élaborant son propre standard couleur.
En 1956, il dépose un premier brevet de télévision en couleur par le procédé SÉCAM : SÉquentiel Couleur et À Mémoire. 
En 1966, le Comité consultatif international de radiodiffusion réuni à Oslo doit sélectionner un système de télévision en couleurs pour l'Europe ; le SÉCAM et le PAL sont en concurrence. Développé et breveté après le SÉCAM, le standard couleur PAL est censé combiner plusieurs avantages du NTSC et du SECAM. Les caractéristiques du PAL facilitent le traitement du signal vidéo et surtout des trucages couleur. Une grande partie des nations européennes adoptent le PAL mais le gouvernement français, sous l'impulsion du général de Gaulle entend défendre le SÉCAM. 
Le standard SÉCAM est successivement adopté par la France métropolitaine, le Liban, le Luxembourg, la principauté de Monaco, l'ancien Bloc de l'Est (URSS et pays de l'Est) dont la République démocratique allemande (Allemagne de l'Est), la France d'outre-mer (DOM et TOM), une partie des pays d'Afrique francophone, l'Iran, l'Égypte, l'Arabie saoudite, la Libye, le Maroc et la Tunisie. 
Entre sa conception en 1954 en version « SÉCAM I », son développement « en SÉCAM II » jusqu'à son exploitation en 1965 en « SÉCAM III-B », le standard créé en France connaît différentes variantes et évolutions, parmi lesquelles se distingue le « signal d'identification couleur » par ligne qui vient compléter en 1978 puis progressivement remplacer, l'identification couleur par trame, notamment à partir de 1984, avec l'apparition de la chaîne payante Canal+.
Le SÉCAM français reste longtemps le premier système européen, en termes de quantité de téléviseurs sur le marché international. Une licence doit être versée par les fabricants de récepteurs pour chaque téléviseur ou appareil SÉCAM commercialisé, ce qui freine le succès de ce standard, notamment sur le plan industriel. Néanmoins, le système PAL est  basé sur l'emploi d'une ligne à retard, qui exploite une partie des brevets appartenant à Henri de France et pendant les vingt ans de la durée contractuelle des licences, tous les industriels doivent payer une redevance à la Compagnie française de télévision.

### Radars et autres
En 1934-1935, il dépose plusieurs brevets concernant un système dit interrogateur/répondeur, qui contient les idées qui seront à la base du développement du Radar.
En 1939, quand il devient ingénieur en chef de la société Radio-Industrie, il travaille sur la réalisation d'émetteurs et de récepteurs à ondes très courtes pour les avions de chasse.

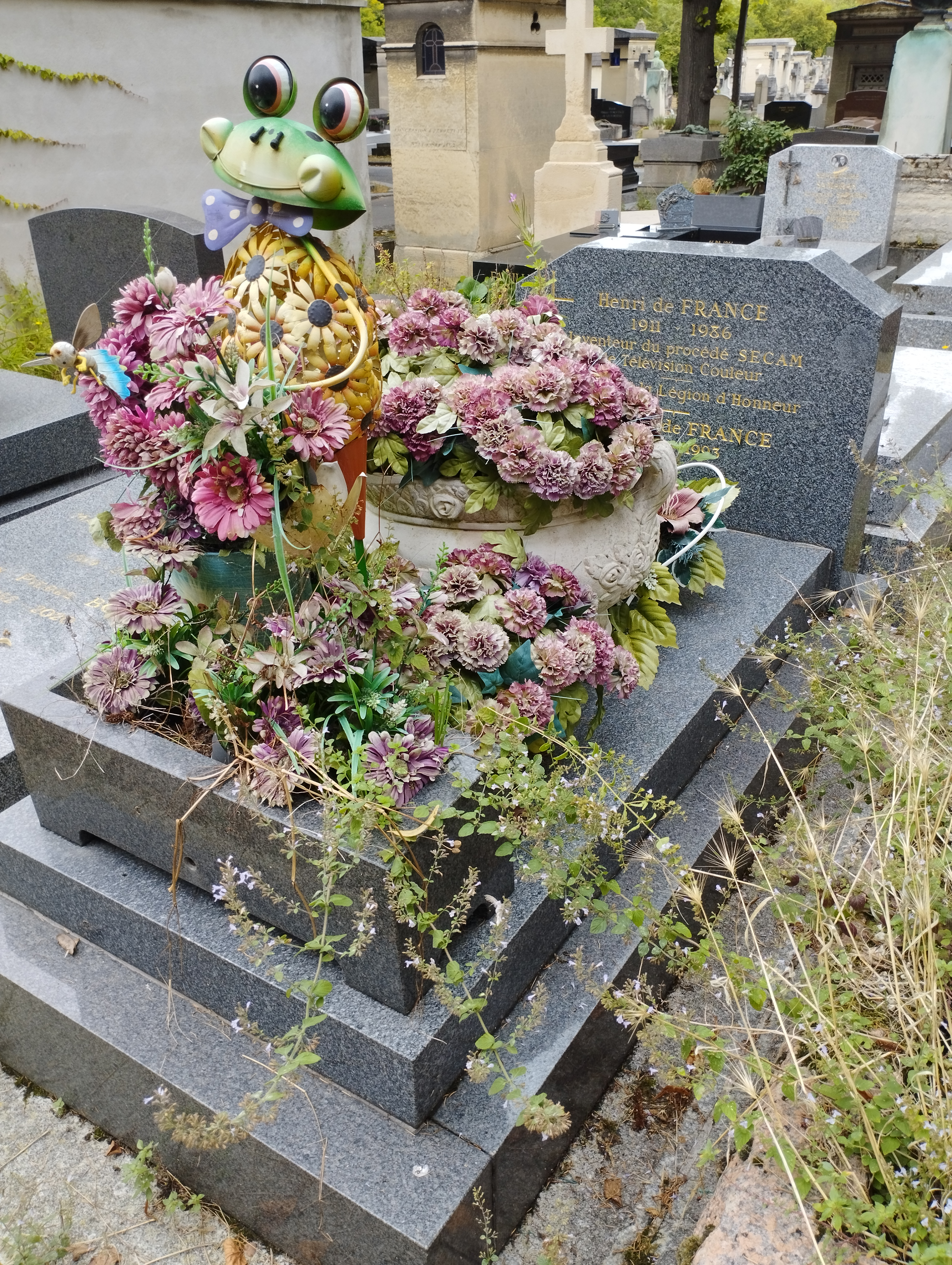
Tombe de Henri de France au cimetière du Montparnasse (division 15).

En 1957, Henri de France dirige la société Radio-Industrie qui compte alors 1600 personnes et dont la Télévision est un des domaines d'activités à côté des radars de surface, des tubes à image et des calculateurs.
Dès lors que le SECAM est adopté en France en 1967, il diversifie ses activités, dans la radio mais aussi la biologie. Il reste un conseiller scientifique de la Compagnie française de télévision, où il anime un laboratoire jusqu'à ses derniers jours.
Il est aussi administrateur délégué de la société Europe n°1 Image et Son, où il a un rôle de conseiller technique.
Dans les dernières années de sa vie, sa santé se dégrade, en particulier en raison de problèmes oculaires, c'est pourquoi il s'intéresse plus spécifiquement à la radio.
Il est inhumé au cimetière du Montparnasse (division 15).

## Distinctions

### Prix et récompenses
- 1964 : Prix Nessim-Habif

### Décorations
- Officier de la Légion d'honneur

### Hommages

L'esplanade Henri-de-France.

- Esplanade Henri-de-France : Dans le cadre de l'aménagement de la Zac « Citroën-Cévennes », dans le 15e arrondissement de Paris, une esplanade a été créée et baptisée à son nom le 5 décembre 1996. Le siège de France Télévisions se trouve sur cette place.